# Lithacodia octogintaocto
Lithacodia octogintaocto är en fjärilsart som beskrevs av Emilio Berio 1976/77. Lithacodia octogintaocto ingår i släktet Lithacodia och familjen nattflyn. Inga underarter finns listade i Catalogue of Life.